# 仝雲龍
仝雲龍（1866年—1921年），字天池，山东金乡县胡集镇仝庙人，清末將領，光緒年間武进士出身。

## 生平
光绪十二年（1886年）乡试中式第二名举人，光绪十八年（1892年）壬辰科，二甲第一名进士（传胪），授花翎侍卫。宣统元年（1909年）外放，任广东河源县前营游击，任内解决邓姓与陈姓望族斗殴积案。升惠州府参将，加副将衔，兼带水师三营。
民国建立后，仝雲龍挂冠归里。民国七年（1918年），参与当地团练，任副团总。